# Шосе 4 (Альберта)
Шосе провінції Альберта № 4, яку зазвичай називають шосе 4, це 103 км шосе на півдні Альберти, Канада, що з’єднує шосе 3 у Летбриджі до міжштатної автомагістралі 15 у Монтані. Шосе було визначено в 1999 році як Перше меморіальне шосе сил спеціального призначення на честь елітних солдатів, які їздили до Хелени, штат Монтана, для навчання перед Другою світовою війною. Шосе продовжується в Сполучених Штатах, зберігаючи цю саму назву.
Він починається в Куттсі на найжвавішому прикордонному переході Альберти, петляючи на північ через пологі пагорби та сільськогосподарські угіддя на півдні провінції. Він оминає Мілк-Рівер, Уорнер і Стірлінг, перш ніж досягти Летбріджа, де стає 43 Вулиця і закінчується на Кроуснест Трейл на східній частині міста. У 1995 році його було визначено як частину коридору CANAMEX, який з’єднує Канаду з Мексикою та Сполученими Штатами, включаючи великі міста Солт-Лейк-Сіті, Лас-Вегас, Лос-Анджелес і Сан-Дієго, які розташовані на міжштатній автомагістралі 15.
Між Летбриджем і шосе 61 поблизу Стерлінга, шосе 4 підписаний як частина маршруту Red Coat Trail, історичного маршруту, що тягнеться від південної Альберти до Манітоби, який рекламується як такий, що приблизно нагадує шлях, яким пройшла північно-західна кінна поліція під час своїх пошуків до прерій.

## Опис маршруту
Основний маршрут національної системи автомобільних доріг, шосе 4 визначено як ключовий міжнародний коридор. Це розділене на чотири смуги шосе, побудоване паралельно лінії Канадської тихоокеанської залізниці. За межами Летбріджа та Коутса на шосе встановлено обмеження швидкості 110 км/год (68 миля/год), як і більшість інших великих розділених магістралей Альберти за межами міських районів. 

## Дивись також
- Панамериканське шосе